# 荒井秀樹
荒井 秀樹（あらい ひでき、1955年 - ）は、日本パラリンピックスキーチーム監督、日立ソリューションズ「チームAURORA（アウローラ）」監督を歴任、現在は北海道エネルギー株式会社スキー部監督、日本で初めてパラスポーツの実業団チームを立ち上げた。北海道旭川市出身。1998年の長野パラリンピック開催に先立ち、当時の厚生省の要請により障害者スキーの組織化、選手強化、指導、育成をゼロから始めた。長野、ソルトレーク、トリノ、バンクーバー、ソチ、平昌、北京と7大会連続でメダリストを輩出。パラリンピック、世界選手権、ワールドカップの各大会から優勝者を輩出している。

## 経歴
- 国際スキー連盟（FIS）パラノルディックスキー委員会　委員
- 国際知的障害者スポーツ連盟（VIRTUS）技術代表、スキー委員会委員長
- 公益財団法人全日本スキー連盟クロスカントリー技術代表
- 公益財団法人全日本スキー連盟競技技術委員、競技運営委員、検定員
- 公益財団法人日本障害者スポーツ協会評議員
- 特定非営利活動法人日本障害者スキー連盟常任理事、強化副部長、ノルディックスキーチームゼネラルマネージャー
- 一般社団法人札幌市障害者スポーツ協会理事
- 元日立ソリューションズスキー部監督（旧日立システム）
- 北海道エネルギースキー部監督
- 星槎道都大学経営学部特任教授
- 北翔大学客員教授
- 旭川市観光大使

## 関連書籍
- 文蔵6月号　平山譲連載ノンフィクション『逆風の人々　第3回　手作りの金メダル』（PHP文庫）
- 2008トップスポーツビジネスの最前線 夢を実現する仕事　中村好男・平田竹男編著（講談社BIZ）
- 心眼で射止めた金メダル 小林深雪と日立システムスキー部の挑戦　宮崎恵理著（新潮社）
- パラリンピックを学ぶ　平田竹男・荒井秀樹・河合純一共著（早稲田大学出版）
- 情熱は磁石だ　パラリンピックスキー20年の軌跡、そして未来　荒井秀樹著（旬報社）